# 2009 у кіно

## Події
- 11 січня — 66-та церемонія нагородження кінопремії «Золотий глобус».
- 25 січня — 15-та церемонія вручення премії Гільдії кіноакторів США.
- 5-15 лютого — 59 Берлінський міжнародний кінофестиваль.
- 8 лютого — 62-га церемонія вручення премії BAFTA.
- 21 лютого — 29-та Золота малина.
- 22 лютого — 81-ша церемонія вручення премії «Оскар».
- 27 лютого — 34-та церемонія вручення нагород премії «Сезар»
- 13-24 травня — 62-гий міжнародний Каннський кінофестиваль.
- 19 червня вийшов на екрани «Будь що буде» — комедійний фільм Вуді Аллена.
- 2-19 вересня — 66-й міжнародний Венеційський кінофестиваль.
- 12 грудня — 22-га церемонія вручення премії «Європейський кіноприз».

## Нагороди

### Золотий глобус
66-та церемонія вручення премії Голлівудської асоціації іноземної преси відбулася 11 січня 2009 року в Беверлі-Гіллз.
- Найкращий фільм (драма): Мільйонер із нетрів
- Найкращий фільм (комедія або мюзикл): Вікі Крістіна Барселона
- Найкращий режисер: Денні Бойл (Мільйонер із нетрів)
- Найкраща акторка (драма): Кейт Вінслет (Життя спочатку)
- Найкраща акторка (комедія чи мюзикл): Саллі Говкінс (Безтурботна)
- Найкращий актор (драма): Міккі Рурк (Реслер)
- Найкращий актор (комедія чи мюзикл): Колін Фаррелл (Залягти на дно в Брюгге)
- Найкращий анімаційний фільм: ВОЛЛ•І

### Оскар
81-ша церемонія вручення премії Американської академії кіномистецтва відбулася 22 лютого 2009 року в Лос-Анджелесі. 
- Найкращий фільм: Мільйонер із нетрів
- Найкращий режисер: Денні Бойл (Мільйонер із нетрів)
- Найкраща акторка: Кейт Вінслет (Читець)
- Найкращий актор: Шон Пенн (Гарві Мілк)
- Найкраща акторка другого плану: Пенелопа Крус (Вікі Крістіна Барселона)
- Найкращий актор другого плану: Гіт Леджер (Темний лицар)
- Найкращий анімаційний повнометражний фільм: ВОЛЛ•І

## Топ 10 Найкасовіших фільмів року
| Місце | Назва                                 | Студія                 | Світові касові збори, $ |
| ----- | ------------------------------------- | ---------------------- | ----------------------- |
| 1     | Аватар                                | 20th Century Fox       | 2 782 275 172           |
| 2     | Гаррі Поттер і напівкровний Принц     | Warner Bros.           | 934 416 487             |
| 3     | Льодовиковий період 3: Ера динозаврів | 20th Century Fox       | 886 686 817             |
| 4     | Трансформери: Помста полеглих         | DreamWorks / Paramount | 836 303 693             |
| 5     | 2012                                  | Columbia               | 769 679 473             |
| 6     | Вперед і вгору                        | Disney / Pixar         | 731 342 744             |
| 7     | Сутінки. Сага: Молодий місяць         | Summit Entertainment   | 709 827 462             |
| 8     | Шерлок Холмс                          | Warner Bros.           | 524 028 679             |
| 9     | Ангели і демони                       | Columbia               | 485 930 816             |
| 10    | Похмілля у Вегасі                     | Warner Bros.           | 467 483 912             |

Абсолютним лідером кінопрокату року став Аватар зібравши 2,7 млрд. дол. США і ставши найкасовішим фільмом в історії, він також став першим фільмом, чиї збори перевищили рубіж у 2 млрд дол.

## Фільми
Дивись: Категорія:Фільми 2009
 Україна
- Вихід
- Дон Кіхот
- Las Meninas

## Померли
Січень

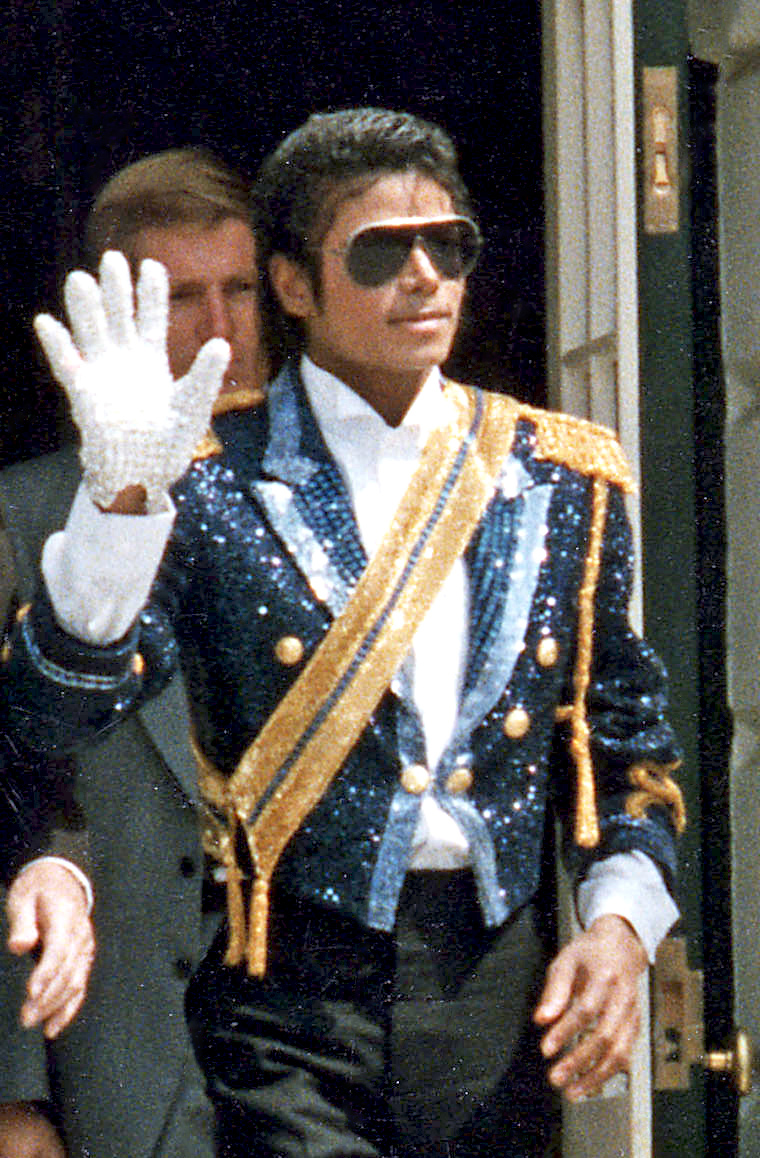
Майкл Джексон (1958—2009)

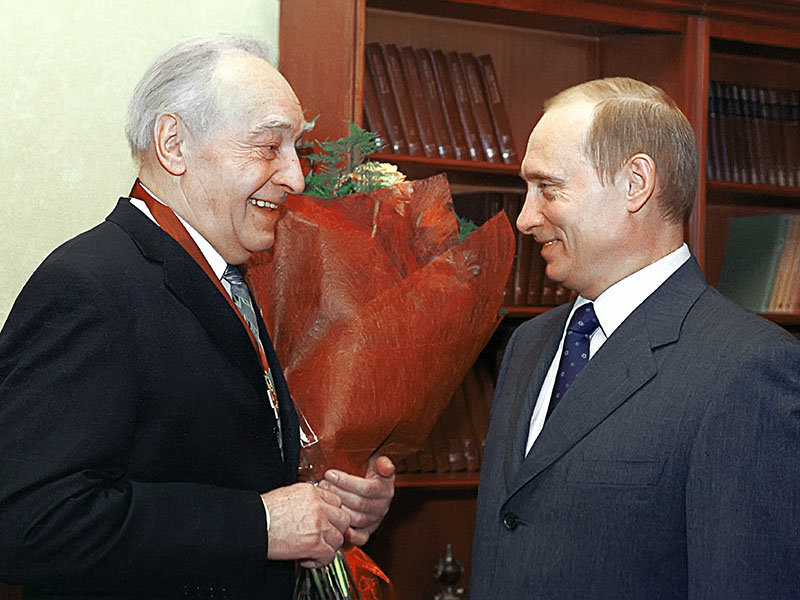
В'ячеслав Тихонов (1928—2009)

- 1 січня: Едмунд Пурдом, британський актор театру та кіно.
- 3 січня: Пет Гінгл, американський актор.
- 10 січня: Жорж Кравенн, французький журналіст та продюсер, засновник кінематографічної премії «Сеазар».
- 12 січня:
  - Клод Беррі, французький кінорежисер і продюсер.
  - Кузюріна Єлизавета Володимирівна, радянська акторка театру і кіно.
- 13 січня: Патрік МакГуен[en], американський актор, режисер, сценарист.
- 14 січня: Рікардо Монталбан, мексиканський актор.
- 18 січня: Кетлін Байрон[en], британська акторка.
- 25 січня: Кім Меннерс, американський продюсер, режисер.
- 30 січня: Прокопенко Олексій Юхимович, український кінооператор, викладач.

Лютий
- 6 лютого:
  - Джеймс Вітмор[en], американський актор.
  - Філіп Кері[en], американський актор.
- 13 лютого: Джанна Марія Канале, італійська акторка.
- 22 лютого: Говард Зіфф[en], американський режисер.

Березень
- 4 березня: Гортон Фут[en], американський драматург і сценарист.
- 7 березня:
  - Тулліо Пінеллі, італійський драматург і сценарист.
  - Ян Арлазоров, російський актор.
- 13 березня: Бетсі Блер[en], американська акторка.
- 15 березня: Рон Сільвер, американський актор, режисер, продюсер.

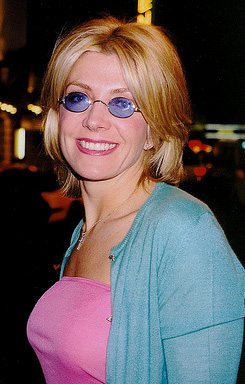
Наташа Річардсон (1963—2009)

- 18 березня: Наташа Річардсон, британська акторка.
- 29 березня: Моріс Жарр, французький композитор.

Квітень
- 3 квітня: Сльозка Микола Йосипович, український актор радянських часів.
- 4 квітня: Король Рената Степанівна, радянська та українська кіноредакторка та телесценаристка.
- 10 квітня: Євген Веснік, російський актор.
- 12 квітня: Мерелін Чемберс[en], американська порноакторка, модель.
- 14 квітня: Пітер Роджерс[en], британський продюсер.
- 22 квітня:
  - Кен Аннакін, британський кінорежисер.
  - Джек Кардіфф[en], британський оператор, режисер і фотограф.
- 25 квітня: Беатрис Артур, американська акторка.

Травень
- 2 травня: Шмаков Федір Іванович, російський актор.
- 4 травня:
  - Дом Делуїз, американський актор, режисер, продюсер.
  - Джейн Рендольф[en], американська акторка.
- 18 травня:
  - Малиновська Любов Іванівна, радянська, російська акторка.
  - Вейн Оллвайн, американський актор озвученн.
- 20 травня:
  - Олег Янковський, радянський актор.
  - Люсі Гордон, британська акторка і модель.
- 31 травня:
  - Невинний В'ячеслав Михайлович, російський актор.

Червень
- 3 червня: Девід Керрадайн, американський актор.
- 6 червня: Гузар Володимир Станіславович, актор театру і кіно.
- 14 червня: Вельямінов Петро Сергійович, російський актор театру і кіно.
- 23 червня: Ед МакМахон[en], американський актор, ведучий.
- 25 червня:
  - Фарра Фосетт, американська акторка.
  - Майкл Джексон, американський співак, автор пісень, танцюрист і актор.

Липень
- 1 липня: Карл Молден, американський актор.
- 4 липня: Бренда Джойс[en], американська акторка.
- 10 липня: Зіна Маршалл, британська акторка.
- 18 липня: Ясмін Бельмаді, французький актор алжирського походження

Серпень
- 6 серпня: Джон Г'юз, американський режисер, сценарист і продюсер.
- 19 серпня: Щербаков Віктор Геннадійович, актор української та російської сцени.
- 20 серпня: Фарада Семен Львович, російський та радянський актор.

Вересень
- 7 вересня: Чахава Медея Василівна, радянська і грузинська акторка театру і кіно.
- 11 вересня: Ларрі Гелбарт, американський письменник і сценарист.
- 12 вересня: Шенгелія Леван Олександрович, російський художник, кінорежисер.
- 14 вересня:
  - Патрік Свейзі, американський актор.
  - Генрі Гібсон[en], американський актор.

Жовтень
- 17 жовтня: Кашпур Володимир Терентійович, радянський і російський актор театру й кіно.
- 19 жовтня: Джозеф Уайзмен, канадський актор.

Листопад
- 3 листопада: Додо Чічінадзе, радянська і грузинська акторка.
- 7 листопада: Бондарчук Олена Сергіївна, радянська російська акторка театру і кіно.
- 8 листопада: Старигін Ігор Володимирович, радянський та російський актор театру та кіно.
- 12 листопада: Парфаньяк Алла Петрівна, радянська і російська акторка театру і кіно.
- 15 листопада: Жослін Ківрен, французький актор.
- 16 листопада:
  - Едвард Вудворд, британський актор і співак.
  - Куркін Володимир Гаврилович, радянський і український актор, режисер, педагог.
- 17 листопада: Микола Олялін, український та російський актор, кінорежисер.

Грудень
- 3 грудня: Річард Тодд, британський актор.
- 4 грудня: В'ячеслав Тихонов, радянський і російський актор.
- 9 грудня: Джин Баррі[en], американський актор.
- 16 грудня: Рой Е. Дісней, американський кіновиробник.
- 17 грудня:
  - Дженніфер Джонс, американська акторка.
  - Ден О'Бенон, американський сценарист і режисер.

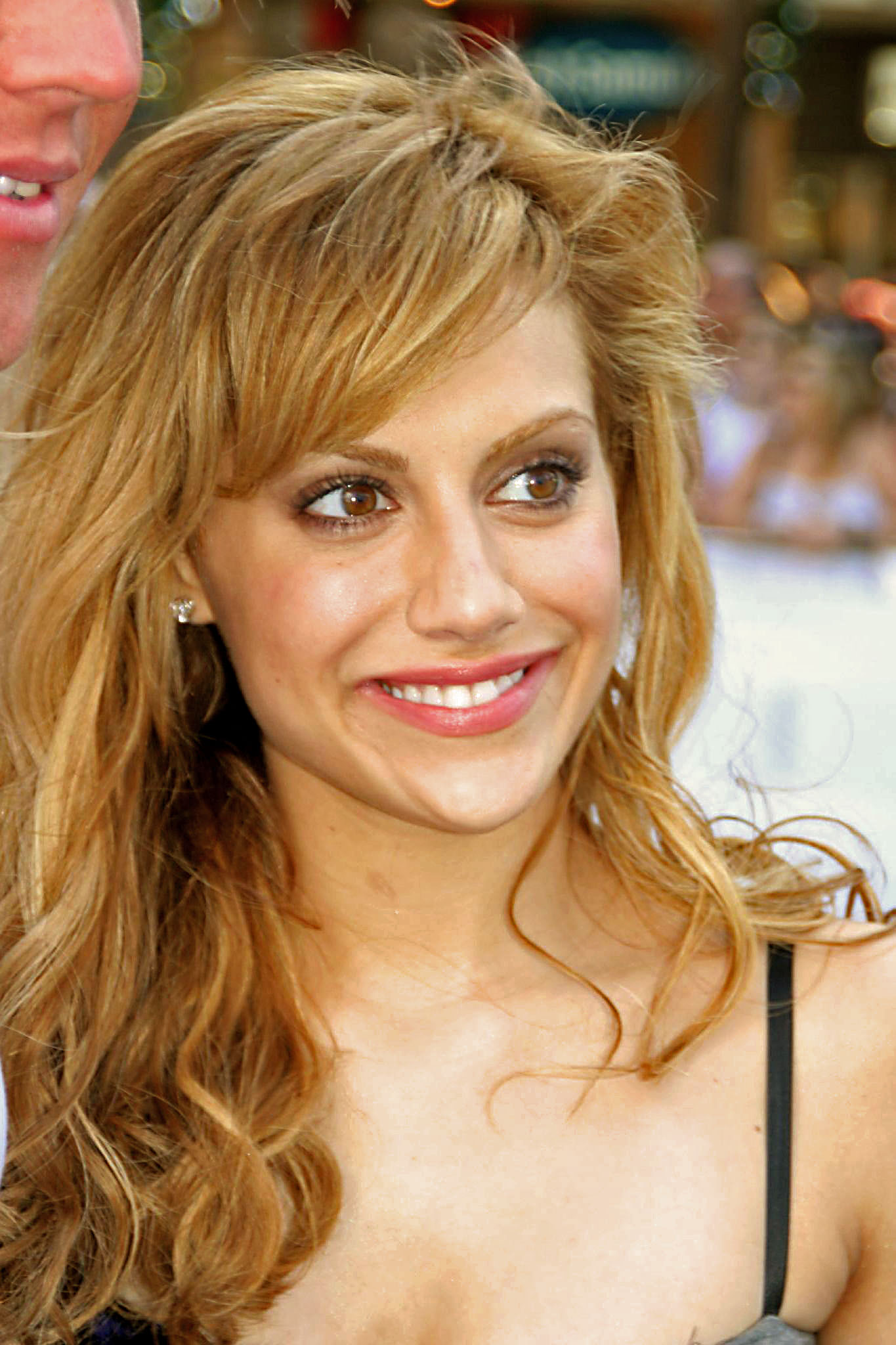
Бріттані Мерфі (1977—2009)

- 20 грудня: Бріттані Мерфі, американська акторка і співачка.